# بیودیزرت
بیودیزرت (به انگلیسی: Beaudesert) یک شهرک در استرالیا است که در سنیک ریم واقع شده‌است.